# Vreemde voor mij
Vreemde voor mij is een lied van de Nederlandse zangeres Sigourney K en rapper Sevn Alias. Het werd in 2021 als single uitgebracht en stond in 2023 als derde track op het album Echte meisjes huilen niet van Sigourney K.

## Achtergrond
Vreemde voor mij is geschreven door Gianfranco Randone, Maurizio Lobina, Massimo Gabutti, Jason Mungroop, Sigourney Korper, Isabèl Usher en Sevaio Mook en geproduceerd door JasonXM. Het is een nummer uit de genres nederpop en nederhop. Het lied is een bewerking van het nummer Blue (Da ba dee) van Eiffel 65 uit 1999. Het nummer gaat over een jongen die de liedverteller eerst vertrouwde en een relatie mee had, maar waar de liedverteller de relatie mee heeft verbroken en de jongen als een vreemde ziet. Vlak voordat het lied werd uitgebracht, was een deel van het nummer al viral gegaan op TikTok. De single heeft in Nederland de platina status.
Het is niet de eerste keer dat de twee artiesten met elkaar samenwerking. In 2018 waren ze samen te horen op de bescheiden hitsingle Volg mij.

## Hitnoteringen
De artiesten hadden verschillend succes met het lied in Nederland. Het piekte op de vijfde plaats van de Single Top 100 en stond 26 weken in deze hitlijst. De Top 40 werd niet bereikt; het lied bleef steken op de eerste plaats van de Tipparade.